# Tarik El Jarmouni
Tarik El Jarmouni, né le 12 décembre 1977 à Mohammédia (Maroc), est un footballeur international marocain qui évoluait au poste de gardien de but.

## Biographie

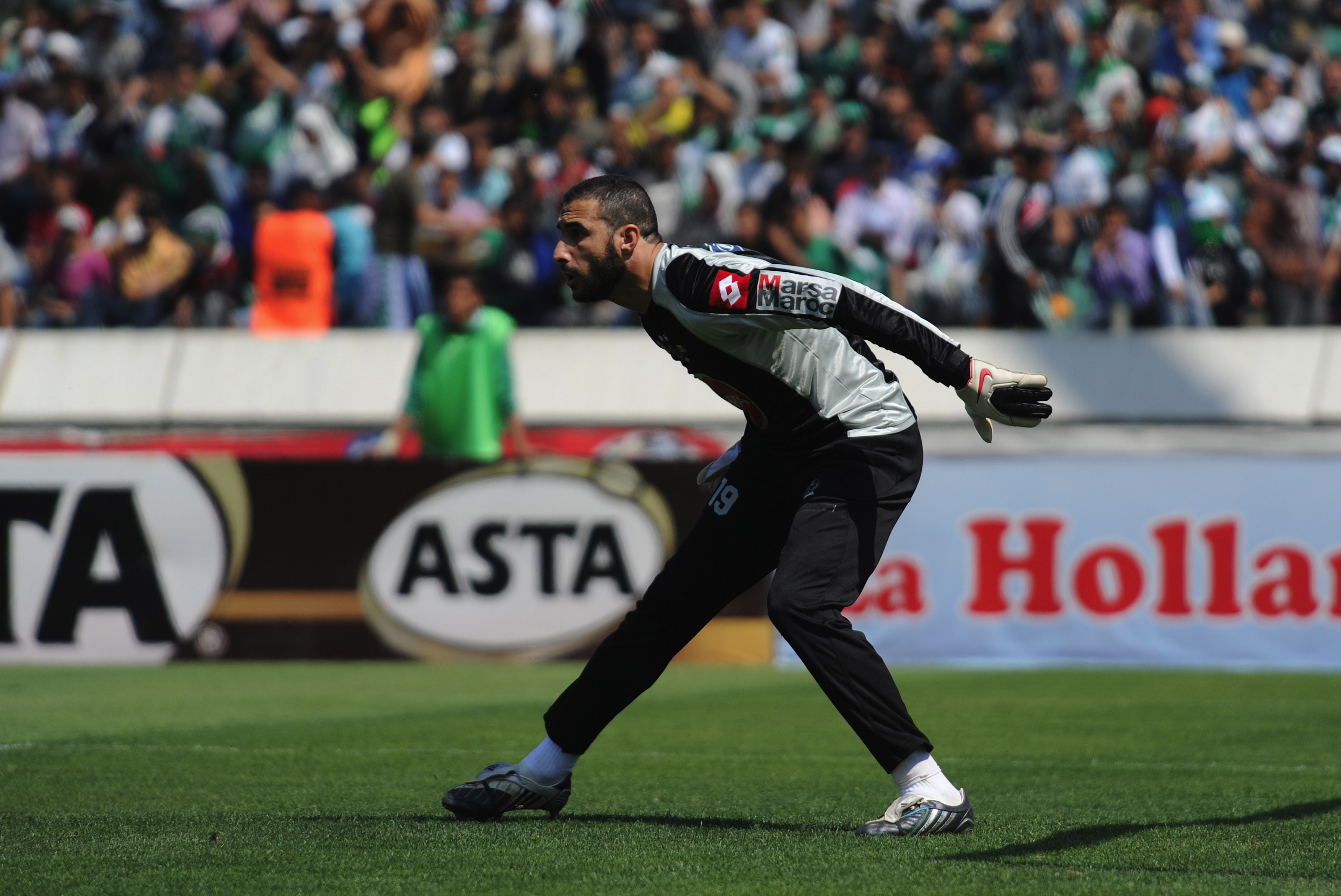

Tarik commence sa carrière au club de son cœur le SCCM de Mohammédia qu’il conduit en 1999 en finale de la Coupe du trône face à l’AS FAR. Transféré en 2000 au Wydad de Casablanca, il remporte avec les Rouges et blancs une Coupe du trône en 2001 et une Coupe d'Afrique des vainqueurs de coupes en 2002. En 2003 il rejoint les FAR de Rabat après un séjour de six mois en Ukraine.
Il brille de mille feux lors de la coupe d'Afrique des nations en Égypte en 2006, n'encaissant qu'un seul but sur penalty tiré par Didier Drogba, joueur de la Côte d'Ivoire. Il sauve les cages du Maroc sur plusieurs occasions buts, notamment contre l'Égypte, sacrée champion d'Afrique cette année. Cette titularisation dans les cages intervient après que le joueur ait longuement occupé le poste de gardien remplaçant au sein de l'équipe nationale, pour seconder Khalid Fouhami ou Nadir Lamyaghri. 
Lors de la même année, le gardien de but des FAR de Rabat et de l’équipe nationale est convoité par le Zamalek à la suite de sa très bonne performance durant la Coupe d'Afrique des nations 2006. Le club cairote du Zamalek retire finalement sa demande, les égyptiens n'ayant pas trouvé un accord avec les dirigeants marocains qui estiment que l'offre n'est pas à la hauteur de la valeur du joueur.
En décembre 2007, Tarik El Jarmouni part faire son pèlerinage à La Mecque sans en référer à quiconque. Il n'avertit même pas son club afin de prendre une quelconque autorisation. Du coup, après son retour, il se voit sanctionné et il est ainsi privé de beaucoup de matchs. Le second gardien du club, Khalid Askri le remplace pendant tous ces matchs. 
Tarik El Jarmouni fait son retour sur les terrains le 5 mars 2008, lors d'un match de seizièmes de finale de Coupe du trône contre l'Union sportive Témara. Cela fait alors presque trois mois, depuis le 8 décembre 2007, qu'il n'a pas joué un match de football. Son dernier était contre l'Olympique de Safi (match de championnat).

## Carrière
- 1996 - 2000 : Chabab Mohammédia  Maroc
- 2000 - 2002 : Wydad de Casablanca  Maroc
- 2002 - 2003 : Dynamo Kiev  Ukraine
- 2003 - 2009 : FAR de Rabat  Maroc
- 2009 - 2012 : Raja de Casablanca  Maroc[1],[2]
- 2012 - 2014 : Chabab Mohammédia  Maroc

## Équipe nationale
- 18 sélections en équipe du Maroc entre 1999 et 2007
- Gardien titulaire lors de la Coupe d'Afrique des nations 2006 en Égypte

| Caps | Date       | Match                 | Lieu       | Score | Compétition    |
| 1    | 07/09/1999 | Belgique - Maroc      | Liège      | 4 - 0 | Amical         |
| 2    | 12/02/2003 | Sénégal - Maroc       | Paris      | 0 - 1 | Amical         |
| 3    | 17/11/2004 | Maroc – Burkina       | Rabat      | 4 - 0 | Amical         |
| 4    | 09/01/2006 | Maroc – RD Congo      | Rabat      | 3 - 0 | Amical         |
| 5    | 17/01/2006 | Maroc - Angola        | Rabat      | 2 - 2 | Amical         |
| 6    | 21/01/2006 | Côte d’Ivoire - Maroc | Le Caire   | 1 - 0 | CAN 2006       |
| 7    | 24/01/2006 | Égypte - Maroc        | Le Caire   | 0 - 0 | CAN 2006       |
| 8    | 28/01/2006 | Libye - Maroc         | Le Caire   | 0 - 0 | CAN 2006       |
| 9    | 23/05/2006 | USA – Maroc           | Nashville  | 0 - 1 | Amical         |
| 10   | 04/06/2006 | Colombie - Maroc      | Barcelone  | 2 - 0 | Amical         |
| 11   | 16/08/2006 | Maroc – Burkina       | Rabat      | 1 - 0 | Amical         |
| 12   | 02/09/2006 | Maroc - Malawi        | Rabat      | 2 - 0 | Elim. CAN 2008 |
| 13   | 15/11/2006 | Maroc - Gabon         | Rabat      | 6 - 0 | Amical         |
| 14   | 07/02/2007 | Maroc - Tunisie       | Rabat      | 1 - 1 | Amical         |
| 15   | 25/03/2007 | Zimbabwe - Maroc      | Harare     | 1 - 1 | Elim. CAN 2008 |
| 16   | 02/06/2007 | Maroc – Zimbabwe      | Casablanca | 2 - 0 | Elim. CAN 2008 |
| 17   | 16/06/2007 | Malawi - Maroc        | Blantyre   | 0 - 1 | Elim. CAN 2008 |
| 18   | 21/11/2007 | Sénégal - Maroc       | Créteil    | 0 - 3 | Amical         |
| ---- | ---------- | --------------------- | ---------- | ----- | -------------- |

## Palmarès
Maroc :
- Coupe d'Afrique des nations
  - Finaliste en 2004

- Championnat du Maroc (4)
  - Champion : 2005, 2008, 2009, 2011
  - Vice-Champion : 2002, 2004, 2006, 2007,2010

- Coupe du trône (6)
  - Vainqueur : 2001, 2003, 2004, 2007, 2008 et 2009

- Coupe de la CAF
  - Vainqueur : 2005
  - Finaliste : 2006
- Coupe d'Afrique des vainqueurs de coupes
  - Vainqueur : 2002
- Supercoupe d'Afrique
  - Finaliste : 2002, 2005

 Dinamo Kiev
- Championnat d'Ukraine
  - Champion : 2003
- Coupe d'Ukraine
  - Champion : 2003

## Distinctions
- Tarik El Jarmouni figure dans le Onze d’Or 2002 du GNF 1.

## Décorations
- Officier de l'ordre du Trône — Le 14 février 2004, il est décoré officier de l'ordre du Wissam al-Arch[3] — ordre du Trône[4] — par le roi Mohammed VI au Palais royal de Rabat[5].